# Umeå IK
Maillots
Actualités
L'Umeå IK est un club suédois de football féminin fondé en 1917 et basé à Umeå. Le club évolue pour la saison 2021 en Elitettan (2e division suédoise) après sa 11e place obtenue en Damallsvenskan en 2020, synonyme de relégation.
Umeå IK évolue au Gammliavallen. Le club a remporté sept championnats de Suède, quatre Coupes de Suède, deux Supercoupes de Suède et deux Coupes UEFA féminines en 2003 et en 2004.

## Histoire
En 1995, le club est promu pour la première fois en Damallsvenskan. Après une 2e place acquise en 1999, l'UIK remporte son premier titre national en 2000. C'est le début d'un âge d'or pour le club, porté notamment par son attaquante locale Hanna Ljungberg. En 2002, après un nouveau titre en Damallsvenskan, le club atteint la finale de coupe d'Europe pour la première fois, avant de s'incliner face au 1. FFC Francfort. Elles prennent leur revanche la saison suivante en éliminant les Allemandes en demi-finales. Elles remportent facilement leur finale face au Fortuna Hjørring (4-1, 3-0) pour soulever leur premier trophée européen. En 2004, l'UIK retrouve Francfort en final de coupe d'Europe, et remporte un deuxième titre consécutif en balayant les Allemandes (3-0, 5-0). Umeå est à ce jour le seul club suédois à avoir remporté la coupe d'Europe féminine.
Lors de la saison suivante, le club est éliminé en quarts de finale de coupe d'Europe par leurs compatriotes de Djurgården/Älvsjö, qui les avaient également devancées en championnat en 2003, puis en 2004. Le club fait son retour en Europe pour l'édition 2006-2007, grâce à son titre national de 2005, et atteint à nouveau la finale, mais échoue face à Arsenal. En 2008, après avoir éliminé l'Olympique Lyonnais en demi-finales, Umeå retrouve le 1. FFC Francfort en finale, et s'incline à nouveau. Le club remporte son septième et dernier titre en Damallsvenskan.
Le directeur sportif emblématique du club, Roland Arnqvist, quitte alors le club, imité par la star brésilienne Marta. Malgré une nouvelle demi-finale européenne en 2009, les difficultés sportives puis économiques apparaissent, et l'UIK navigue dans le ventre mou du championnat suédois. Le club finit par être relégué en deuxième division à l'issue de la saison 2016. Malgré une remontée dans l'élite en 2020, le club redescend aussitôt à l'échelon inférieur.

## Palmarès
- Coupe UEFA féminine / Ligue des champions féminine de l'UEFA (2)
  - Vainqueur : 2003 et 2004.
  - Finaliste : 2002, 2007 et 2008.

- Championnat de Suède (7) :
  - Champion : 2000, 2001, 2002, 2005, 2006, 2007 et 2008.
  - Vice-champion : 2003, 2004 et 2009.

- Coupe de Suède (4)
  - Vainqueur : 2001, 2002, 2003 et 2007.
  - Finaliste : 2004, 2005, 2006, 2008 et 2009.

- Supercoupe de Suède (2)
  - Vainqueur : 2007 et 2008.
  - Finaliste : 2009 et 2010.

## Joueuses célèbres
- -  Elaine
  -  Marta (remporte avec l'Umeå IK le prix de Meilleure footballeuse de l'année FIFA en 2006, 2007 et 2008)
  -  Ma Xiaoxu
  -  Laura Kalmari
  -  Anne Mäkinen
  -  Sanna Valkonen
  -  Linda Sällström
  -  Katrin Jonsdóttir
  -  Rita Chikwelu
  -  Johanna Andersson
  -  Emma Berglund
  -  Lisa Dahlkvist
  -  Hanna Folkesson
  -  Hanna Glas
  -  Lina Hurtig
  -  Hanna Ljungberg
  -  Malin Moström
  -  Maria Nordbrandt
  -  Anna Sjöström
  -  Ramona Bachmann